# Failand
Failand est un village du Somerset, situé dans le North Somerset en Angleterre. Il forme avec Wraxall de la paroisse civile de Wraxall and Failand.